# O. J. Simpson
Orenthal James "O.J." Simpson (San Francisco, Kalifornija, 9. srpnja 1947. – Las Vegas, Nevada, 10. travnja 2024.) bio je igrač američkog nogometa, smatran jednim od najvećih igrača u tom sportu. Postao je poznat, osim po sportskim rezultatima, i zbog toga što je bio optužen za ubojstvo svoje bivše supruge i njenog tadašnjeg dečka. Simpsonova obitelj 11. travnja 2024. je objavila putem njegovog Twitter profila da je preminuo 10. travnja od raka prostate.

## Rani život i početak karijere
Rodio se u San Franciscu, Kalifornija, 9. srpnja 1947. U mladosti je bio problematična osoba. Priključio se Perzijskim ratnicima, uličnoj bandi te je čak bio i u zatvoru.
Onda je počeo trenirati američki nogomet, gdje se pokazao kao sjajan bek, te je pretrčao velike udaljenosti. Znao je jako brzo trčati. Igravši na pozicijama napadačkog i obrambenog beka, postigao je niz polaganja i pretrčavao po više od tisuću jardi po sezoni.
Osim sporta, zarađivao je mnogo novca na reklamiranju raznih proizvoda. Čak je imao i niz uspješnih poslova, no jedan od njegovih poslovao stradao je tijekom nereda u L.A.-u, nastalih 1991. godine kad je sud oslobodio bijele napadače na crnog taksista imenom Rodney King kojeg su pretukli policajci, a branio ga je slavni odvjetnik Johnny Cochran.

## Zalazak karijere i mirovina
O.J. Simpson osvojio je 1968. godine niz najviših sportskih priznanja. Zbog sjajne igre dobio je Heismanov trofej, Maxwellovu nagradu, i nagradu Walter Camp. Iz NFL-a i američkog nogometa povukao se 1979. godine nakon dvije loše sezone u ekipi San Francisco 49ers.
Nakon aktivne sportske karijere, posvetio se filmu i drugim načinima zarađivanja novca. Bio je razmatran za ulogu u filmu Terminator, ali nije dobio ulogu jer su producenti mislili da se publika neće priviknuti na ulogu zlikovca kojeg tumači tip s imidžem "dobrog dečka".

## 12. lipnja 1994.
Ženio se dva puta i ima četvero djece. Peto dijete utopilo mu se prije drugog rođendana.
A onda je došao 12. lipnja 1994. godine. Tog dana je ubijena Nicole Brown i njezin 25-godišnji dečko Ronald Goldman. O.J. je uhićen i optužen za to ubojstvo. Tijekom izuzetno medijsko popraćenog suđenja on je oslobođen za ubojstvo, što je izazvalo veliko nezadovoljstvo. No, 1997. bio je prisiljen platiti 33,5 milijuna dolara odštete obitelji Ronalda Goldmana. No, dosad je platio vrlo malo. Bio je upleten u razna parničenja.
U karijeri je pretrčao više od 11.000 jardi, prvi više od 2000 jardi u sezoni. Postigao je najmanje 33 polaganja. 
2017. godine je pušten na uvjetnu slobodu zbog kazne za otmicu i pljačku u Las Vegasu 2008. godine. U prosincu 2021. godine njegov odvjetnik je izjavio da je O. J. u potpunosti slobodan čovjek.

## Vanjske poveznice
- Pro Football Hall of Fame: Member profile
- College Football Hall of Fame: Member profile  Arhivirana inačica izvorne stranice od 12. ožujka 2007. (Wayback Machine)
- O. J. Simpson na Notable Names Databaseu (engl.)
- O. J. Passes On Reality Show, But…  Arhivirana inačica izvorne stranice od 12. listopada 2007. (Wayback Machine)
- Biography on O.J. Simpson  Arhivirana inačica izvorne stranice od 13. ožujka 2007. (Wayback Machine)
- O.J. Simpson  Arhivirana inačica izvorne stranice od 4. srpnja 2007. (Wayback Machine) Profile at USC Legends
- O.J. Simpson  Arhivirana inačica izvorne stranice od 28. rujna 2007. (Wayback Machine) Profile at Rosebowl Legends
- Secret Simpson Book Comes Out For Sweeps The Book Standard, November 2006
- O.J. Simpson Autobiography at Amazon
- If I Did It  Arhivirana inačica izvorne stranice od 2. srpnja 2007. (Wayback Machine) by O.J. Simpson

### Civilna i kriminalna suđenja
- Court TV's O.J. Simpson Case File  Arhivirana inačica izvorne stranice od 3. veljače 2004. (Wayback Machine)
- CNN - Judge allows new shoe photo in Simpson trial - Jan. 6, 1997
- MSNBC - Man behind Simpson guilty verdict - Updated: 8:32 p.m. ET June 13, 2004  Arhivirana inačica izvorne stranice od 14. svibnja 2007. (Wayback Machine)
- O.J. Simpson civil trial index
- O.J. Simpson Verdict Ten Years Later (PBS Frontline streaming video)